# Перебия
Перебия  или Пераебия (на древногръцки език: Περραιβών) е най-северната част от днешна Тесалия с главен град намирал на мястото на днешна Еласона. Територията ѝ обхващала страната от Пинд до Оса на изток, и от Пеней до Древна Македония на север.
Перебия е завладяна от Древна Македония след IV век пр. Хр. и обединена с Долопия. От 196 г. пр.н.е., т.е. след македонското поражение в битката при Киноскефала и обявяване независимостта на Елада от Македония, направено от Тит Квинкций Фламинин на истмийските игри в Коринт, е формално независима. От 146 г. пр.н.е. е вече част Римската република в рамките на Римска Тесалия.